# Choʻlpon
Abdulhamid Sulaymon oʻgʻli, w polskojęzycznych opracowaniach także jako Czołpan, uzb. cyr.: Абдулҳамид Сулаймон ўғли; bardziej znany pod pseudonimem Choʻlpon (Czołpan, Czułpan (ur. 1897 w Andiżanie, zm. 4 października 1938 w Taszkencie) – uzbecki poeta, dramaturg, prozaik i tłumacz literatury. Jeden z najpopularniejszych poetów w Azji Środkowej w pierwszej połowie XX wieku; jako pierwszy przetłumaczył sztuki Williama Szekspira na język uzbecki.
Za swojego życia wydał trzy zbiory wierszy: Uygʻonish (1922), Buloqlar (1924) i Tong sirlari (1926). Jego powieść Kecha va kunduz (1936) jest jednym z najbardziej cenionych dzieł literatury uzbeckiej. Choʻlpon był także autorem wielu sztuk i opowiadań.
Twórczość Choʻlpona wywarła duży wpływ na późniejsze pokolenia uzbeckich pisarzy. W przeciwieństwie do większości wcześniejszych twórców uzbeckich u Choʻlpona nie występowały elementy mistycyzmu; był jednym z pierwszych uzbeckich pisarzy tworzących utwory realistyczne. Jego teksty wyróżniał jasny i prosty język. W wielu utworach odnosił się do tożsamości narodu uzbeckiego.
Oprócz działalności pisarskiej Choʻlpon zajmował się także tłumaczeniem na uzbecki dzieł znanych pisarzy zagranicznych m.in. Aleksandra Puszkina, Maksyma Gorkiego oraz Williama Szekspira; przełożył m.in. Hamleta Szekspira i Borysa Godunowa Puszkina.
Został zamordowany w okresie wielkiej czystki.